# 1827
1827 (MDCCCXXVII) je bilo navadno leto, ki se je po gregorijanskem koledarju začelo na ponedeljek, po 12 dni počasnejšem julijanskem koledarju pa na soboto.

## Dogodki
- 24. april - Grška osamosvojitvena vojna - otomanske sile premagajo grške upornike v bitki pri Phaleronu.

## Rojstva
- 14. februar - George Bassett Clark, ameriški astronom in optik († 1891)
- 11. april - James Augustus Grant, škotski častnik in raziskovalec († 1892)
- 10. avgust - Lovro Toman, slovenski pravnik, politik in pesnik († 1870)
- 25. oktober - Marcellin Berthelot, francoski kemik in politik († 1907)

## Smrti
- 17. februar - Johann Heinrich Pestalozzi, švicarski pedagog (* 1746)
- 5. marec - Pierre-Simon Laplace, francoski matematik, fizik in astronom (* 1749)
- 5. marec - Alessandro Volta, italijanski fizik (* 1745)
- 12. avgust - William Blake, angleški pesnik, slikar, grafik (* 1757)
- 19. september - Morten Thrane Brünnich, danski zoolog in mineralog (* 1737)
- 16. december - Maksimilijan Vrhovac, zagrebški škof (* 1752)
- 26. marec - Ludwig van Beethoven, nemški pesnik (* 1770)